# Штраух, Энгельберт Мадисович
Энгельберт Мадисович Штраух (эст. Engelbert Strauch; 10 (22) января 1896 — 21 апреля 1938) — член ВКП(б) с 1912 года, во время революции и гражданской войны в России занимался вопросами снабжения продовольствием, в 1927—1934 годах был членом ЦКК ВКП(б), участник борьбы за Советскую власть в Эстонии.

## Биография
Энгельберт Штраух родился в Гельсингфорсе (Хельсинки). С 1911 года работал в военном порту Ревеля. После Февральской революции 1917 года стал председателем комитета РСДРП в военном порту и председателем Ревельского комитета РСДРП(б), был членом Ревельского совета.

## Участие в Октябрьской революции и гражданской войне в России
Во время Октябрьских событий 1917 года Штраух стал членом Президиума ревкома Ревеля, председателем ревтрибунала и комиссаром продовольствия Ревеля. Он был в числе главных организаторов перехода военных кораблей из Ревеля в Гельсингфорс в 1918 году, событие известное как ледовый поход Балтийского флота 1918 года. В 1918—1921 годах занимал пост председателя Омской губпродколлегии, продкомиссар Омска, затем заместитель губпродкомиссара Томской губернии. Участвовал в борьбе правительства большевиков против белочехов и войск генерала Колчака в Сибири.
В 1921—1922 годах Штраух занимал пост секретаря Российского бюро КП Эстонии в Петрограде, был членом ЦК КПЭ. С 1922 года стал работать в системе Наркомпрода, в ЦКК-РКИ и в аппарате СНК РСФСР.

## Участие в съездах ВКП(б) и Коминтерна
В качестве представителя КПЭ Штраух был делегатом XV, XVI и XVII съездов ВКП(б) и делегатом III конгресса Коминтерна (1921).

## Арест и смерть
На момент ареста Энгельберт Штраух проживал по адресу г. Москва, ул. Серафимовича, д. 2 (Дом правительства), кв. 460. Работал в Книготорговом объединении государственных издательств в должности и. о. заведующего. Энгельберт Штраух был арестован НКВД 22 ноября 1937 года, а 21 апреля 1938 года приговорен ВКВС СССР к смертной казни по обвинению в шпионаже и участии в контрреволюционной организации. В тот же день приговор был приведён в исполнение на Расстрельном полигоне «Коммунарка». Дело Э. М. Штрауха хранится в Центральном архиве ФСБ России. Энгельберт Штраух был посмертно реабилитирован 1 сентября 1956 года.